# یواس آرسی دیلیجنس
یواس آرسی دیلیجنس (به انگلیسی: USRC Diligence) یک کشتی بود. این کشتی در سال ۱۷۹۲ ساخته شد.